# Baby Business
Baby Business (Originaltitel: Citizen Ruth) ist eine US-amerikanische Filmkomödie aus dem Jahr 1996. Regie führte Alexander Payne, der gemeinsam mit Jim Taylor auch das Drehbuch schrieb.

## Handlung
Die drogenabhängige Ruth Stoops hat vier Kinder, die von den Behörden bei Pflegefamilien untergebracht wurden. Sie wird wegen eines Drogendelikts erneut festgenommen und erfährt, dass sie schwanger ist. Ein Richter legt ihr einen Schwangerschaftsabbruch nahe. Stoops entscheidet sich dafür und gerät an eine falsche Klinik, die Abtreibungsgegner führen, um in Kontakt mit schwangeren Frauen zu treten.
Stoops wohnt zuerst bei der Familie Stoney und später bei den Lesben Diane Siegler und Rachel. Sie nimmt Geldspenden genauso von Abtreibungsgegnern wie auch von Abtreibungsbefürwortern an. Stoops hat eine Fehlgeburt und fordert danach von einem der Abtreibungsbefürworter weiteres Geld.

## Kritiken
Janet Maslin schrieb in der New York Times vom 13. Dezember 1996, die „unverschämt urkomische“ Komödie beweise, dass das Thema der Abtreibung durchaus lustig sein könne. Dank der „urkomischen“ Darstellung der „hervorragenden Komödiantin“ Laura Dern könne man die von ihr gespielte Figur mögen. Die „gewandte“ Regie sorge für Spaß genauso bei den Abtreibungsgegnern wie auch bei den Befürwortern.
Das Lexikon des internationalen Films schrieb: „Zwischen Realsatire und spöttischem Lehrstück angesiedelt, skizziert der Film die beiden Gruppierungen mit kräftigen Pinselstrichen und versucht darzustellen, daß zwischen Drogensucht und bürgerlicher Welt kein Brückenschlag möglich ist. Die Stärken des Films liegen in der Distanz, die er zu seinen Charakteren hält, und der überzeugenden Hauptdarstellerin.“

## Auszeichnungen
Laura Dern gewann im Jahr 1996 einen Preis des World Film Festivals. Alexander Payne wurde 1996 für den Großen Jurypreis des Sundance Film Festivals nominiert. Die Drehbuchautoren erhielten 1996 einen Preis des Thessaloniki Film Festivals; Alexander Payne wurde außerdem für einen weiteren Preis dieses Festivals nominiert.
Die Produzenten erhielten im Jahr 1997 den High Hopes Award des Filmfestes München. Die Drehbuchautoren erhielten im Jahr 1999 den Los Angeles Film Critics Association Award.

## Hintergründe
Der Film wurde in Omaha (Nebraska) und in Council Bluffs (Iowa) gedreht. Seine Produktionskosten betrugen schätzungsweise 3 Millionen US-Dollar. Die Weltpremiere fand im Januar 1996 auf dem Sundance Film Festival statt, dem einige weitere Filmfestivals folgten. Der Film spielte seit dem 13. Dezember 1996 in den ausgewählten Kinos der USA ca. 153 Tsd. US-Dollar ein. In die deutschen Kinos kam er am 15. Mai 1997.